# Adast
 Adast  es una población y comuna francesa, en la región de Mediodía-Pirineos, departamento de Altos Pirineos, en el distrito de Argelès-Gazost y cantón de Argelès-Gazost.

## Demografía
| 146 | 174 | 200 | 205 | 203 | 227 | 244 |
| Para los censos de 1962 a 1999 la población legal corresponde a la población sin duplicidades (Fuente: INSEE [Consultar]) |     |     |     |     |     |     |